# Impacto ambiental de la guerra

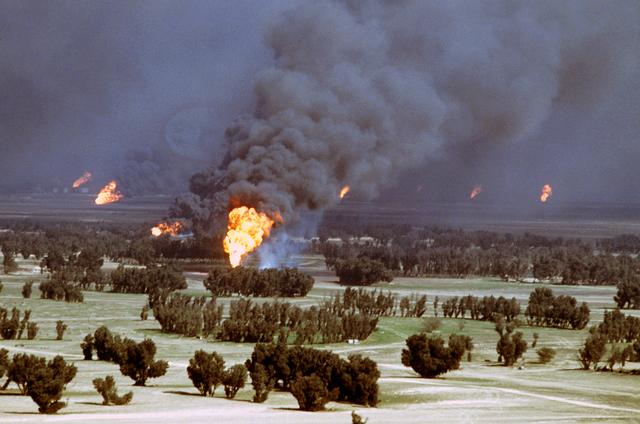
Los incendios de petróleo en Kuwait provocados por las fuerzas iraquíes en retirada durante la Guerra del Golfo causaron una disminución dramática en la calidad del aire.

El estudio del impacto ambiental de la guerra se centra en la modernización de la guerra y sus crecientes efectos sobre el medio ambiente natural. Los métodos de tierra quemada se han utilizado durante gran parte de la historia registrada; sin embargo, los métodos de la guerra moderna causan una devastación a mucha mayor escala en el ambiente biofísico. La progresión de la guerra de las armas químicas a las nucleares ha creado cada vez más presión sobre los ecosistemas y el medio ambiente. Ejemplos específicos del impacto ambiental de la guerra incluyen aquellos de la Primera y la Segunda Guerra Mundial, la guerra de Vietnam, la guerra civil ruandesa, la guerra de Kosovo y la guerra del Golfo.

## Eventos históricos

### Vietnam

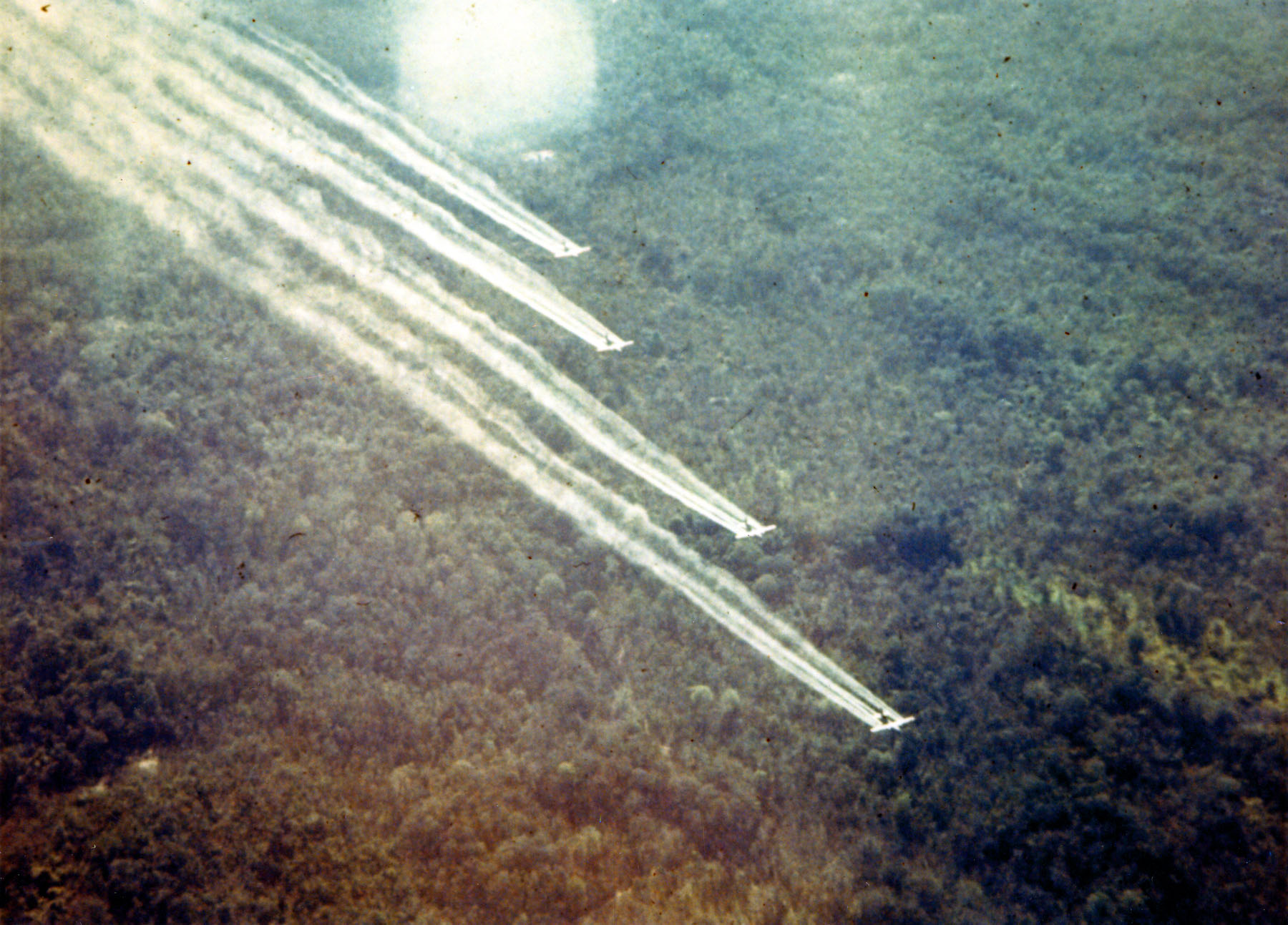
Rociado de defoliantes, táctica usada durante la Operación Ranch Hand de la guerra de Vietnam

La guerra de Vietnam tuvo implicaciones ambientales significativas debido a los agentes químicos que se utilizaron para destruir la vegetación de importancia militar. Los enemigos encontraron una ventaja en permanecer invisibilizados mezclándose con una población civil o refugiándose en una densa vegetación y enfrentándose a ejércitos que apuntaban a los ecosistemas naturales. El ejército estadounidense usó “más de 20 millones de galones de herbicidas [...] para defoliar los bosques, limpiar el crecimiento a lo largo de los límites de los sitios militares y eliminar los cultivos enemigos”. Los agentes químicos le dieron a Estados Unidos una ventaja en sus esfuerzos bélicos. Sin embargo, la vegetación no pudo regenerarse y quedaron marismas desnudas que aún existían años después de las fumigaciones. No solo se vio afectada la vegetación, sino también la vida silvestre: "un estudio realizado a mediados de la década de 1980 por ecólogos vietnamitas documentó solo 24 especies de aves y 5 especies de mamíferos presentes en bosques rociados y áreas convertidas, en comparación con 145–170 especies de aves y 30– 55 tipos de mamíferos en un bosque intacto". Los efectos inciertos a largo plazo de estos herbicidas ahora se están descubriendo al observar los patrones de distribución de especies modificados a través de la degradación del hábitat y la pérdida en los sistemas de humedales, que absorbieron la escorrentía de la tierra firme.

### África

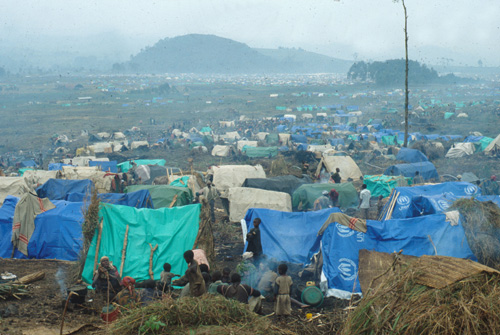
Campo de refugiados ruandeses en Kimbumba, Zaire (actual República Democrática del Congo), tras el genocidio de Ruanda.

En toda África, la guerra ha sido un factor importante en la disminución de las poblaciones de vida silvestre dentro de los parques nacionales y otras áreas protegidas. Sin embargo, un número creciente de iniciativas de restauración ecológica, como las llevadas a cabo en los parques nacionales Akagera en Ruanda y Gorongosa en Mozambique, han demostrado que las poblaciones de vida silvestre y los ecosistemas completos pueden rehabilitarse con éxito incluso después de conflictos devastadores. Los expertos han enfatizado que resolver los problemas sociales, económicos y políticos es esencial para el éxito de tales esfuerzos.

#### Ruanda
El genocidio de Ruanda provocó la muerte de aproximadamente 800.000 tutsis y hutus moderados. La guerra creó un masivo flujo migratorio de casi 2 millones de hutus que en el transcurso de unas pocas semanas huyeron desde Ruanda hacia campos de refugiados en Tanzania y en la actual República Democrática del Congo. Este gran desplazamiento de personas en los campos de refugiados ejerce presión sobre el ecosistema circundante. Los bosques fueron talados con el fin de proporcionar madera para la construcción de refugios y la creación de fuegos para cocinar, y  las duras condiciones que padecieron estas personas también constituyeron un impacto importante para los recursos naturales. Las consecuencias del conflicto también incluyeron la degradación de parques y reservas nacionales. Otro gran problema fue que el colapso demográfico en Ruanda desplazó personal y capital a otras partes del país, lo que dificultó la protección de la vida silvestre.

### Segunda Guerra Mundial

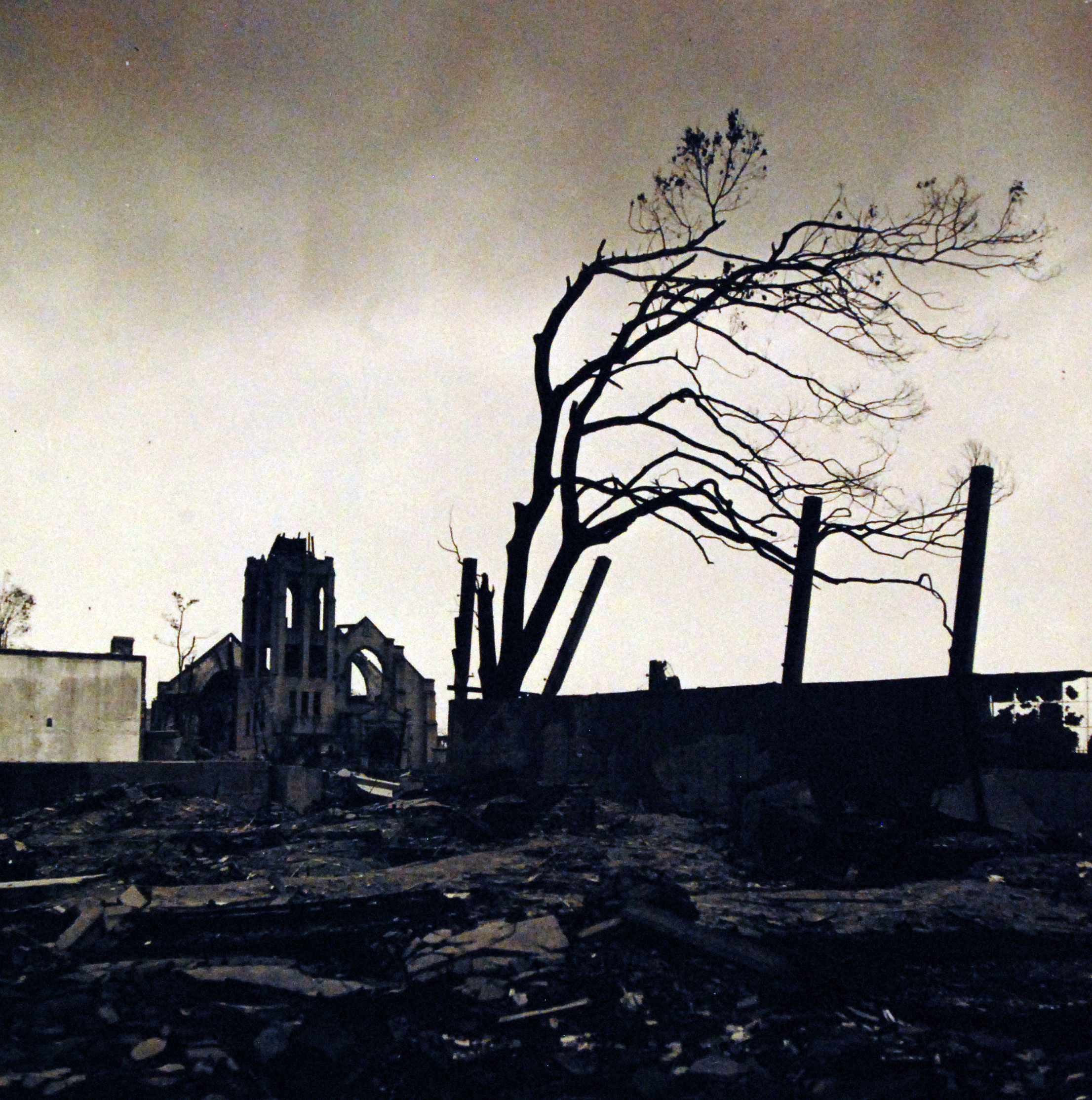
Hiroshima tras el bombardeo atómico

La Segunda Guerra Mundial impulsó un gran aumento en la producción, militarizó la producción y el transporte de productos básicos e introdujo muchas consecuencias ambientales nuevas, que todavía se pueden ver hoy. La Segunda Guerra Mundial fue de gran alcance en la destrucción de humanos, animales y materiales. Los efectos de posguerra de la Segunda Guerra Mundial, tanto ecológicos como sociales, aún son visibles décadas después de terminado el conflicto.
Durante la Segunda Guerra Mundial, se utilizó nueva tecnología para crear aviones, que se utilizaron para realizar ataques aéreos. Durante la guerra, se utilizaron aeronaves para transportar recursos hacia y desde diferentes bases militares y lanzar bombas sobre objetivos enemigos, neutrales y amigos por igual, actividades que dañaron los hábitats.
Al igual que la vida silvestre, los ecosistemas también sufren la contaminación acústica producida por los aviones militares. Durante la Segunda Guerra Mundial, las aeronaves actuaron como un vector para el transporte de especies exóticas, por lo que las malezas y las especies cultivadas fueron llevadas a los ecosistemas de las islas oceánicas mediante las pistas de aterrizaje usadas como estaciones de reabastecimiento de combustible y de preparación durante las operaciones en el teatro del Pacífico. Antes de la guerra, las islas aisladas de Europa estaban habitadas por un gran número de especies endémicas. Durante la Segunda Guerra Mundial, la guerra aérea tuvo una enorme influencia en la dinámica de población fluctuante.
En agosto de 1945, tras haber luchado durante casi cuatro años en la Segunda Guerra Mundial, los Estados Unidos lanzaron una bomba atómica sobre la ciudad de Hiroshima en Japón. Unas 70.000 personas murieron en los primeros nueve segundos después del bombardeo de Hiroshima, cifra comparable a la cifra de muertos que resultó del devastador ataque aéreo de la Operación Meetinghouse sobre Tokio. Tres días después del bombardeo de Hiroshima, Estados Unidos lanzó una segunda bomba atómica sobre la ciudad industrial de Nagasaki, matando instantáneamente a 35.000 personas. Las armas nucleares liberaron niveles catastróficos de energía y partículas radiactivas. Una vez detonadas las bombas, las temperaturas alcanzaron unos 3980 °C/7200 °F. Con tales altas temperaturas, toda la flora y fauna fueron destruidas junto con la infraestructura y vidas humanas en las zonas de impacto. Las partículas radiactivas que se liberaron provocaron una contaminación generalizada de la tierra y el agua, y las explosiones iniciales aumentaron la temperatura de la superficie y crearon vientos aplastantes que destruyeron árboles y edificios a su paso.
Asimismo, los bosques de Europa experimentaron impactos traumáticos como resultado de los combates durante la guerra. Detrás de las zonas de combate, se removió la madera de los árboles talados para despejar los caminos para el combate. Los bosques destrozados en las zonas de batalla se enfrentaron a la explotación.
El uso de productos químicos muy peligrosos se inició por primera vez durante la Segunda Guerra Mundial. Los efectos a largo plazo de las sustancias químicas son el resultado tanto de su posible persistencia como del deficiente programa de eliminación de las naciones con armas almacenadas. Durante la Primera Guerra Mundial, los químicos alemanes desarrollaron gas cloro y gas mostaza, los cuales provocaron muchas bajas y el envenenamiento de las tierras tanto en los campos de batalla como cerca de ellos.

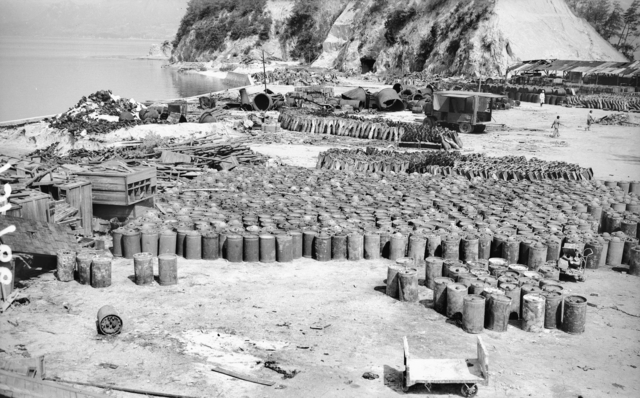
Contenedores llenos de gas mostaza apostados en una playa en Okunoshima, Japón, 1946

Más tarde, en la Segunda Guerra Mundial, los químicos desarrollaron bombas químicas aún más dañinas, que se almacenaban en barriles y se depositaban directamente en los océanos. La eliminación de los productos químicos en el océano supone el riesgo de que los contenedores de metal se puedan corroer y se termine filtrando el contenido de químicos al océano. A través de la disposición química en el océano, los contaminantes pueden esparcirse, dañando ecosistemas marinos y terrestres.
Los ecosistemas marinos durante la Segunda Guerra Mundial fueron dañados no solo por los contaminantes químicos, sino también por los restos de los barcos de guerra, que derramaron petróleo en el agua. La contaminación por petróleo en el océano Atlántico debido a los naufragios de la Segunda Guerra Mundial se estima en más de 15 millones de toneladas. Los derrames de petróleo son difíciles de limpiar y tardan muchos años en limpiarse. Hasta el día de hoy, todavía se pueden encontrar rastros de petróleo en el Atlántico de los naufragios navales que ocurrieron durante la Segunda Guerra Mundial.
Los impactos ambientales de la Segunda Guerra Mundial fueron muy drásticos, lo que permitió que se vieran en la Guerra Fría y se observen hasta hoy. Los impactos de los conflictos, las contaminaciones químicas y la guerra aérea contribuyen a la reducción de la población de flora y fauna mundial, así como a la reducción de la diversidad de especies.
En 1946, en la zona de ocupación estadounidense de Alemania, el ejército de los Estados Unidos aconsejó al gobierno que preparara alojamiento y empleo para las personas que fueron expulsadas de sus ciudades por los bombardeos. La respuesta fue un programa especial de jardines que proporcionaría nuevas tierras para que la gente viviera, lo que también incluía tierra para proporcionar los alimentos necesarios para la gente. Luego se inspeccionaron los bosques en busca de suelos que fueran adecuados para la producción de cultivos. Esto resultó en que el bosque sería talado para hacer tierras para granjas y viviendas. El programa forestal se utilizaría para explotar los bosques de Alemania en busca de recursos futuros y controlar el potencial de guerra de Alemania. En este programa se produjeron alrededor de 23.500.000 metros cúbicos de madera de los bosques del país.
El aluminio fue uno de los mayores recursos afectados por la Segunda Guerra Mundial. La bauxita y la criolita eran esenciales, además de requerir grandes cantidades de energía eléctrica.

### Guerra del Golfo y Guerra de Irak

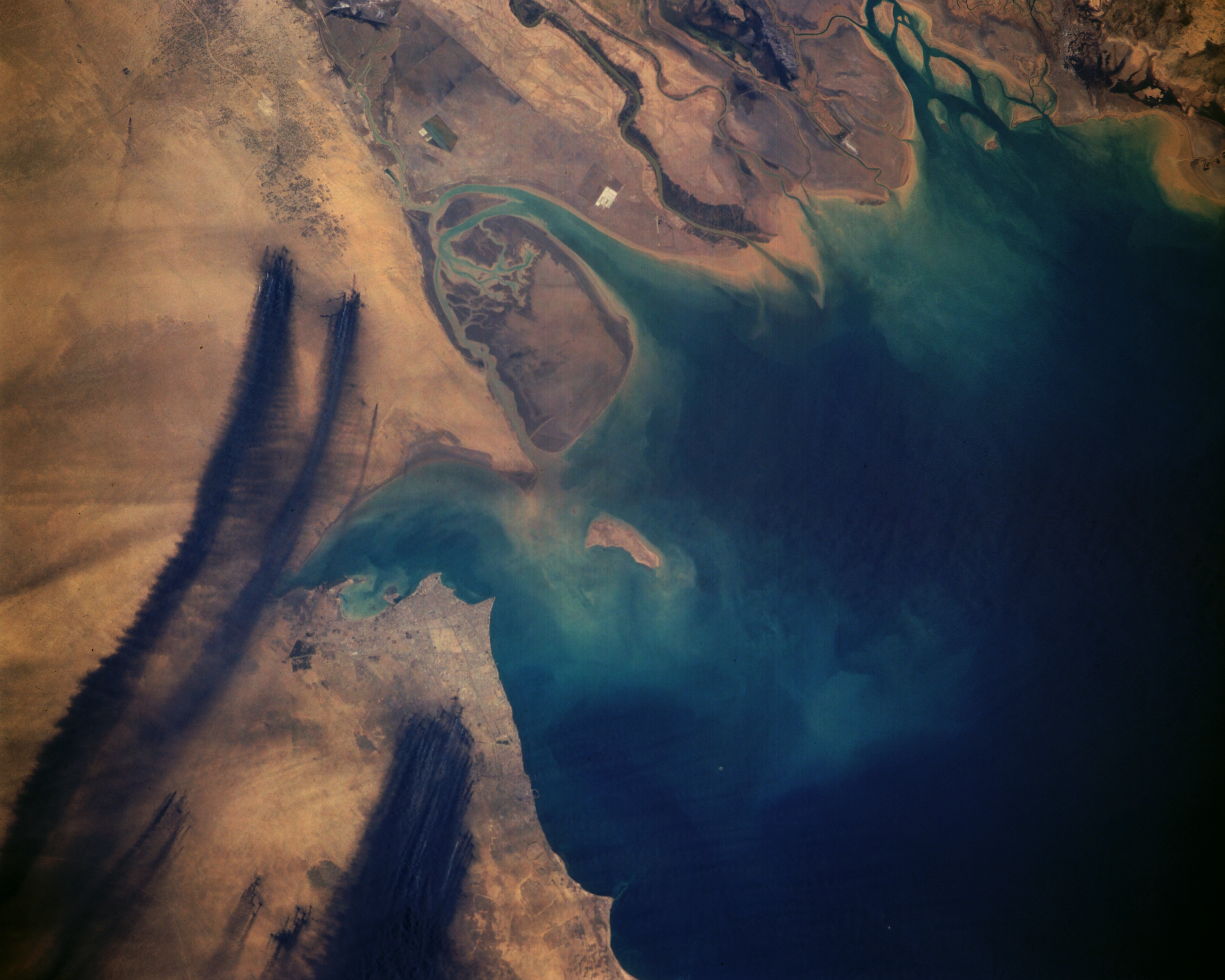
Imagen aérea de la NASA donde se observan las columnas de humo producto de la quema de los pozos petroleros de Kuwait, 7 de abril de 1991. Entre el 15 de febrero y el 30 de mayo de 1991 los iraquíes provocaron más de 700 de estos incendios.

Durante la guerra del Golfo de 1991, los incendios petroleros de Kuwait fueron el resultado de la táctica de tierra quemada de las fuerzas iraquíes que se retiraban de Kuwait. El derrame de petróleo de la guerra del Golfo, considerado como el peor derrame de petróleo de la historia, fue causado cuando las fuerzas iraquíes abrieron válvulas en la terminal petrolera de Sea Island y arrojaron petróleo de varios petroleros al golfo Pérsico. También se vertió petróleo en medio del desierto.
Justo antes de la Guerra de Irak de 2003, Irak también incendió varios campos petroleros.
Algunos miembros del personal militar estadounidense se quejaron del síndrome de la guerra del Golfo, caracterizado por síntomas que incluyen trastornos del sistema inmunitario y defectos de nacimiento en sus hijos. Sigue siendo controvertido si se debe al tiempo que pasó en el servicio activo durante la guerra o por otras razones.

### Otros ejemplos
- Inundación del río Amarillo de 1938, creada por el gobierno nacionalista en China central durante las primeras etapas de la segunda guerra sino-japonesa en un intento de detener el rápido avance de las fuerzas japonesas. Ha sido llamado el "acto de guerra ambiental más grande de la historia".
- Derrame de petróleo de la central eléctrica de Jiyeh, bombardeada por la Fuerza Aérea de Israel durante el conflicto entre Israel y el Líbano de 2006.
- Plan K5, un intento del gobierno de la República Popular de Kampuchea de sellar las rutas de infiltración de la guerrilla Khmer Rouge en Camboya entre 1985 y 1989, lo que resultó en la degradación ambiental.
- La intervención liderada por Arabia Saudita en Yemen interrumpió el nexo agua-energía-seguridad alimentaria en un país que ya es pobre en recursos. La guerra y el conflicto llevaron a la contaminación del agua y de terrenos agrícolas.[16]

## Peligros ambientales
Los recursos son una fuente clave de conflicto entre naciones: la supervivencia de una nación depende de los recursos del medio ambiente. Los recursos que son fuente de conflicto armado incluyen el territorio, las materias primas estratégicas, las fuentes de energía, el agua y los alimentos. Para mantener la estabilidad de los recursos, las naciones han utilizado la guerra química y nuclear para proteger o extraer recursos, y durante los conflictos en sí. Estos agentes de guerra se han utilizado con frecuencia: unas 125.000 toneladas de agentes químicos fueron empleadas durante la Primera Guerra Mundial y unas 96.000 toneladas durante la guerra de Vietnam. El gas nervioso, también conocido como anticolinesterasa organofosforada, se usó a niveles letales contra los seres humanos y destruyó una gran cantidad de poblaciones de vertebrados e invertebrados no humanos. Sin embargo, la vegetación contaminada mayoritariamente se salvaría, y solo representaría una amenaza para los herbívoros. El resultado de las innovaciones en la guerra química condujo a una amplia gama de diferentes productos químicos para la guerra y el uso doméstico, pero también resultó en un imprevisto daño ambiental.
La progresión de la guerra y sus efectos sobre el medio ambiente continuaron con la invención de las armas de destrucción masiva. Hoy en día, estas actúan como disuasivos, pero durante la Segunda Guerra Mundial su uso creó una destrucción ambiental significativa. Además de la gran pérdida de vidas humanas, “los recursos naturales suelen ser los primeros en sufrir: los bosques y los animales salvajes desaparecen”. La guerra nuclear impone efectos tanto directos como indirectos sobre el medio ambiente. La destrucción física por la explosión o por el daño biosférico por radiación ionizante o radiotoxicidad afecta directamente a los ecosistemas dentro del radio de la explosión. Además, las perturbaciones atmosféricas o geosféricas provocadas por las armas pueden provocar cambios meteorológicos y climáticos.

### Munición sin explotar
Las campañas militares requieren grandes cantidades de armas explosivas, una fracción de las cuales no detonará correctamente y dejará municiones sin explotar. Esto crea un grave peligro físico y químico para las poblaciones civiles que viven en áreas que alguna vez fueron zonas de guerra, debido a la posibilidad de detonación después del conflicto, así como a la filtración de productos químicos en el suelo y en las aguas subterráneas.

### Agente naranja

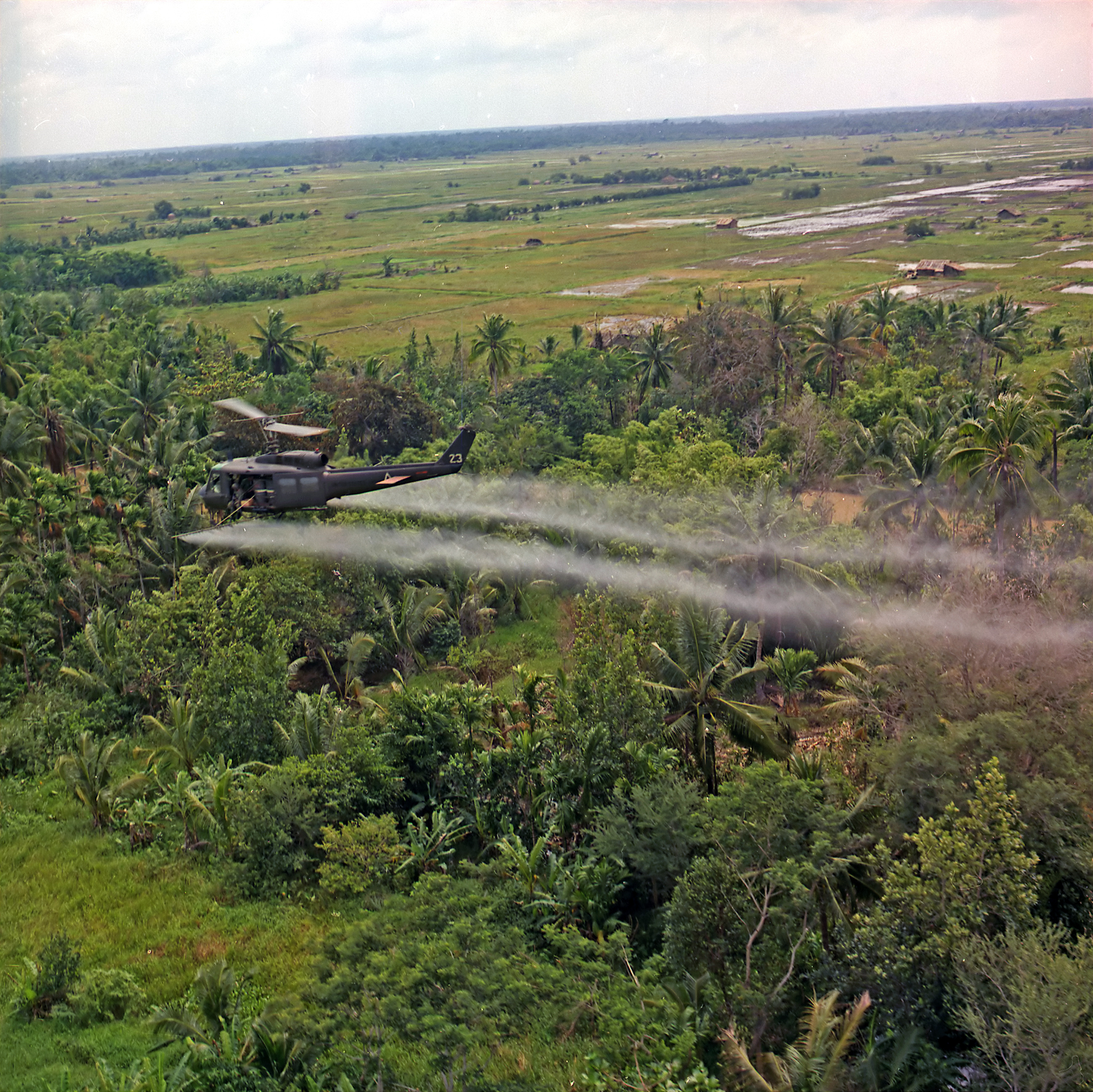
Agente naranja siendo rociado sobre tierras de cultivo durante la guerra de Vietnam

El agente naranja fue uno de los herbicidas y defoliantes utilizados por el ejército británico durante la Emergencia Malaya y el ejército estadounidense en su Operación Ranch Hand durante la guerra de Vietnam. Un estimado de 21,136,000 gal. (80 000 m³) de Agente Naranja fueron rociados a través de Vietnam del Sur. Según el gobierno vietnamita, hubo 4,8 millones de vietnamitas expuestos al agente naranja, lo que resultó en 400.000 muertes y discapacidades, y 500.000 niños nacidos con defectos de nacimiento. La Cruz Roja Vietnamita estima que hasta un millón de personas quedaron discapacitadas o con problemas de salud como resultado del agente naranja.
Gran parte del personal de la Commonwealth que manejó y/o usó el agente naranja durante y décadas después del conflicto malayo de 1948-1960 sufrieron una exposición grave a las dioxinas. El Agente Naranja también provocó erosión del suelo en áreas de la península malaya. Aproximadamente 10 000 civiles e insurgentes ahí también sufrieron los efectos de los defoliantes, aunque muchos historiadores coincidieron en que probablemente fueron más de 10 000 dado que el agente naranja se usó a gran escala en la emergencia malaya y, a diferencia de Estados Unidos, el gobierno británico manipuló el números y mantuvo su despliegue en secreto por temor a una reacción negativa de las naciones extranjeras.

### Pruebas de armas nucleares

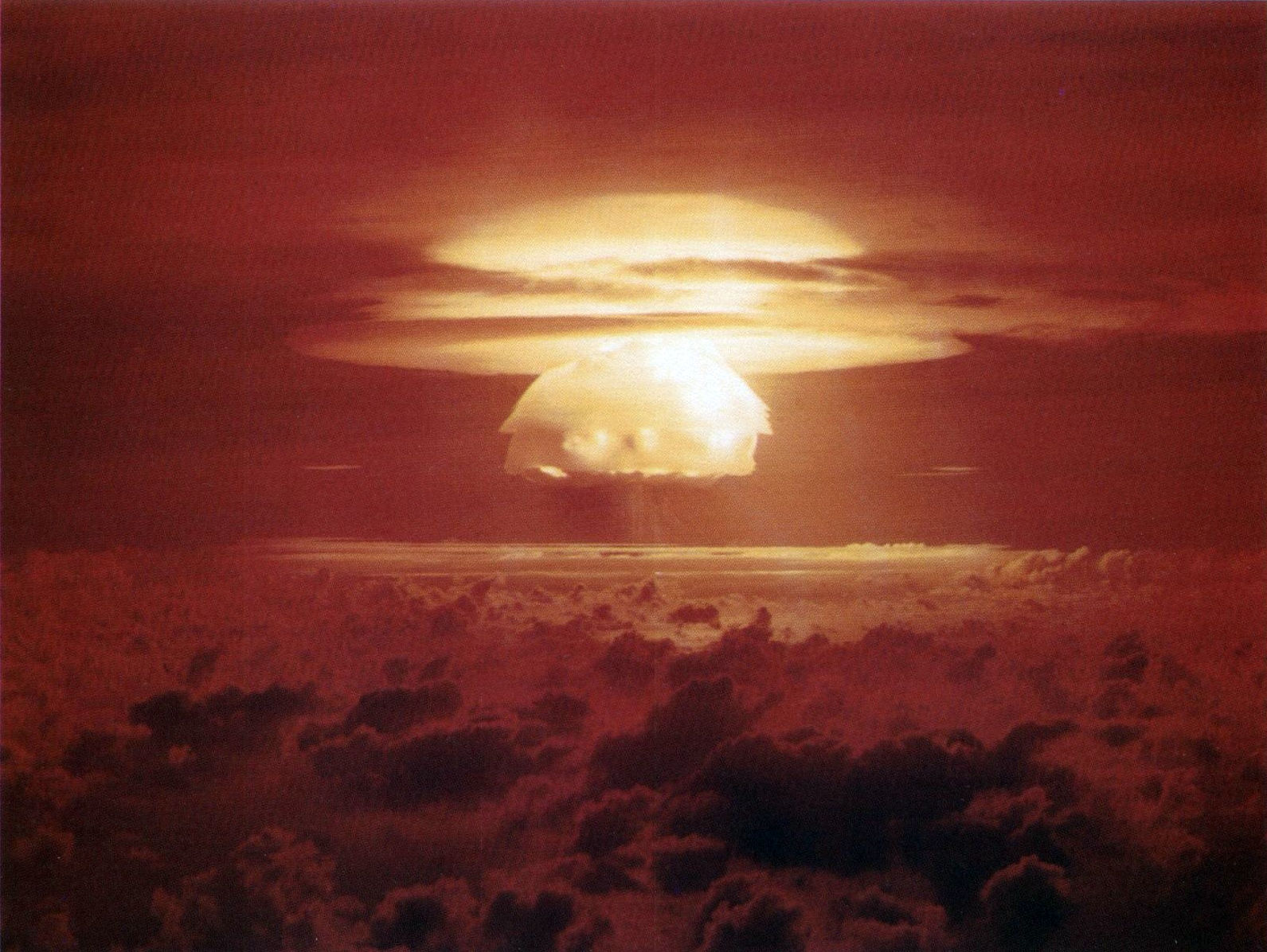
La prueba de Castle Bravo el 1 de marzo de 1954 en el atolón Bikini superó con creces las expectativas, causando una contaminación radiactiva generalizada. Los residuos de material radiactivo se propagaron hasta Australia, India y Japón, e incluso los Estados Unidos y partes de Europa.

Se han llevado a cabo pruebas de armas nucleares en varios lugares, incluyendo el atolón Bikini, los campos de pruebas del Pacífico de las Islas Marshall, Nuevo México, Mururoa en la Polinesia Francesa, Maralinga en Australia y Nueva Zembla en la antigua Unión Soviética, entre otros.
Los downwinders son personas y comunidades que están expuestas a contaminación radiactiva y/o lluvia radiactiva de las pruebas de armas nucleares atmosféricas y/o subterráneas y los accidentes nucleares.

### Estroncio-90
El gobierno de los Estados Unidos estudió los efectos de posguerra del estroncio-90, un isótopo radiactivo que se encuentra en la lluvia radiactiva. La Comisión de Energía Atómica descubrió que “el Sr-90, que es químicamente similar al calcio, puede acumularse en los huesos y posiblemente provocar cáncer”. El Sr-90 llegó a los humanos a través de la cadena alimenticia ecológica como lluvia radiactiva en el suelo, fue recogido por las plantas, se concentró aún más en los animales herbívoros y finalmente fue consumido por los humanos.

### Municiones de uranio empobrecido
El uso de uranio empobrecido en municiones es controvertido debido a numerosas preguntas sobre los posibles efectos en la salud a largo plazo. El funcionamiento normal de los riñones, el cerebro, el hígado, el corazón y muchos otros sistemas puede verse afectado por la exposición al uranio, porque además de ser débilmente radiactivo, el uranio es un metal tóxico. Permanece débilmente radiactivo debido a su larga vida media. El aerosol producido durante el impacto y la combustión de las municiones de uranio empobrecido puede potencialmente contaminar amplias áreas alrededor de los lugares de impacto o puede ser inhalado por civiles y personal militar. En un período de conflicto de tres semanas en Irak durante 2003, se estimó que más de 1000 toneladas de municiones de uranio empobrecido se usaron principalmente en ciudades.
El Servicio del Tribunal de Apelación de Pensiones del Reino Unido a principios de 2004 atribuyó las reclamaciones por defectos de nacimiento de un veterano de combate de la guerra del Golfo de febrero de 1991 al envenenamiento por uranio empobrecido. Además, una revisión epidemiológica de 2005 concluyó: "En conjunto, la evidencia epidemiológica humana es consistente con un mayor riesgo de defectos congénitos en los hijos de personas expuestas al uranio empobrecido".
Según un estudio de 2011 realizado por Alaani et al., la exposición al uranio empobrecido fue una causa principal o estuvo relacionada con la causa del defecto de nacimiento y el aumento del cáncer. Según un artículo de revista de 2012 de Al-Hadithi et al., los estudios existentes y la evidencia de investigación no muestran un "aumento claro de defectos de nacimiento" o una "indicación clara de una posible exposición ambiental, incluido el uranio empobrecido". El artículo afirma además que "en realidad no hay evidencia sustancial de que los defectos genéticos puedan surgir de la exposición de los padres al uranio empobrecido en ninguna circunstancia".

### Uso de combustibles fósiles
Con el alto grado de mecanización de las fuerzas armadas se utilizan grandes cantidades de combustibles fósiles. Los combustibles fósiles son uno de los principales contribuyentes al calentamiento global y al cambio climático. El acceso a los recursos petroleros también es un factor para instigar una guerra.
El Departamento de Defensa de los Estados Unidos (DoD) es el organismo gubernamental con el mayor uso de combustibles fósiles en el mundo. Según el World Factbook de la CIA de 2005, en comparación con el consumo por país, el Departamento de Defensa ocuparía el puesto 34 en el mundo en el uso promedio diario de petróleo, quedando justo detrás de Irak y justo por delante de Suecia.

### Incineración de residuos
En las bases estadounidenses durante las guerras del siglo XXI en Irak y Afganistán, los desechos humanos se quemaron en pozos abiertos junto con municiones, plástico, productos electrónicos, pintura y otros productos químicos. Se sospecha que el humo cancerígeno hirió a algunos soldados expuestos a él.

### Inundaciones intencionales
Las inundaciones se pueden utilizar como un tipo de táctica de tierra quemada mediante el uso de agua para inutilizar la tierra. También se puede utilizar para evitar el movimiento de combatientes enemigos. Durante la segunda guerra sino-japonesa, se rompieron los diques en los ríos Amarillo y Yangtze para detener el avance de las fuerzas japonesas. Durante el asedio de Leiden en 1573, se rompieron los diques para detener el avance de las fuerzas españolas. Durante la operación Chastise durante la Segunda Guerra Mundial, las presas de los ríos Eder y Sorpe en Alemania fueron bombardeadas por la Royal Air Force, inundando una gran área y deteniendo la fabricación industrial utilizada por los alemanes en el esfuerzo bélico.

## Militarismo y medio ambiente
La seguridad humana ha estado tradicionalmente ligada únicamente a las actividades militares y de defensa. Académicos e instituciones como la Oficina Internacional por la Paz piden crecientemente un enfoque más holístico de la seguridad, que incluya particularmente un énfasis en las interconexiones e interdependencias que existen entre los humanos y el medio ambiente. La actividad militar tiene impactos significativos en el medio ambiente. La guerra no solo puede ser destructiva para el medio ambiente social, sino que las actividades militares producen grandes cantidades de gases de efecto invernadero (que contribuyen al cambio climático antropogénico), contaminación y causan el agotamiento de los recursos, entre otros impactos ambientales.

### Emisiones de gases de efecto invernadero y contaminación
Varios estudios han encontrado una fuerte correlación positiva entre el gasto militar y el aumento de las emisiones de gases de efecto invernadero, siendo el impacto del gasto militar en las emisiones de carbono más pronunciado para los países del Norte Global. En consecuencia, se estima que el ejército estadounidense es el consumidor número uno de combustibles fósiles en el mundo.
Además, las actividades militares implican altas emisiones de contaminación. La directora de medioambiente, seguridad y salud ocupacional del Pentágono, Maureen Sullivan, ha declarado que trabajan con aproximadamente 39.000 sitios contaminados. De hecho, el ejército estadounidense también es considerado uno de los mayores generadores de contaminación del mundo. Combinadas, las cinco principales empresas químicas de EE. UU. solo producen una quinta parte de las toxinas producidas por el Pentágono. En Canadá, el Departamento de Defensa Nacional admite fácilmente que es el mayor consumidor de energía del Gobierno de Canadá y un consumidor de "grandes volúmenes de materiales peligrosos".
La contaminación militar es un hecho mundial. Las fuerzas armadas de todo el mundo fueron responsables de la emisión de dos tercios de los clorofluorocarbonos (CFC) que fueron prohibidos en el Protocolo de Montreal de 1987 por causar daños a la capa de ozono. Además, los accidentes navales durante la Guerra Fría han arrojado al océano al menos 50 ojivas nucleares y 11 reactores nucleares, que permanecen en el fondo del océano.

### Uso de la tierra y los recursos
Las necesidades militares de uso de la tierra (como bases, entrenamiento, almacenamiento, etc.) a menudo desplazan a las personas de sus tierras y hogares. La actividad militar utiliza solventes, combustibles y otros productos químicos tóxicos que pueden filtrar toxinas al medio ambiente que permanecen allí durante décadas e incluso siglos. Además, los vehículos militares pesados pueden causar daños al suelo y la infraestructura. La contaminación acústica causada por los militares también puede disminuir la calidad de vida de las comunidades cercanas, así como su capacidad para criar o cazar animales para mantenerse. También se han planteado preocupaciones sobre el racismo ambiental y/o la injusticia ambiental, ya que son en gran medida las comunidades marginadas las que son desplazadas y/o afectadas.
Los militares también son muy intensivos en recursos. Las armas y el equipo militar constituyen el segundo mayor sector de comercio internacional. La Oficina Internacional de la Paz dice que más de la mitad de los helicópteros en el mundo son para uso militar, y aproximadamente el 25% del consumo de combustible para aviones es de vehículos militares. Estos vehículos también son extremadamente ineficientes, consumen carbono intensamente y sus emisiones son más tóxicas que las de otros vehículos.

### Respuestas de activistas

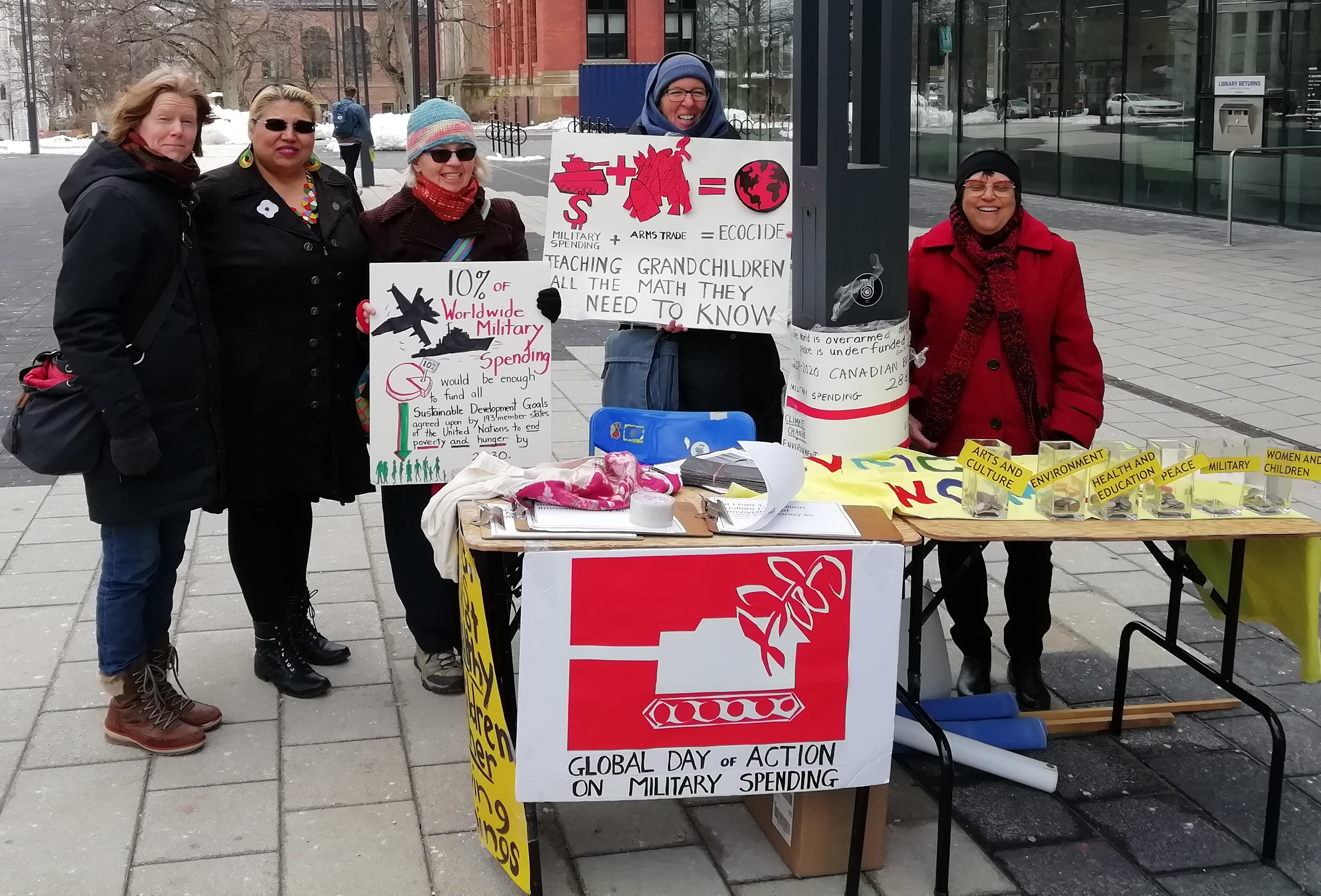
Activistas contra la guerra en Halifax, Canadá

La financiación militar es, en la actualidad, más alta que nunca, y los activistas están preocupados por las implicaciones para las emisiones de gases de efecto invernadero y el cambio climático. Abogan por la desmilitarización, citando las altas emisiones de gases de efecto invernadero y apoyan la redirección de esos fondos hacia la acción climática. Actualmente, el mundo gasta alrededor del 2,2% del PIB mundial en financiación militar según el Banco Mundial. Se estima que costaría aproximadamente el 1% del PIB mundial anual hasta 2030 para revertir la crisis climática. Además, los activistas enfatizan la necesidad de prevención y de evitar limpiezas costosas. Actualmente, el gasto para limpiar sitios militares contaminados es de al menos $ 500 mil millones. Finalmente, los activistas señalan problemas sociales como la pobreza extrema y abogan por que se redirija más financiamiento de los gastos militares a estas causas.
Los grupos que trabajan por la desmilitarización y la paz incluyen la Oficina Internacional de la Paz, la Voz Canadiense de Mujeres por la Paz, el Instituto Rideau, Ceasefire.ca, Project Ploughshares y Codepink. 

### Efectos positivos de los militares en el medio ambiente
Hay ejemplos de todo el mundo de las fuerzas armadas de las naciones que ayudan en la gestión y conservación de la tierra. Por ejemplo, en Bhuj, India, las fuerzas militares estacionadas allí ayudaron a reforestar el área; en Pakistán, el Ejército participó en el "tsunami del billón de árboles", trabajando con civiles para reforestar tierras en Jaiber Pastunjuá y Punyab; en Venezuela, es parte de las responsabilidades de la Guardia Nacional proteger los recursos naturales. Además, el respaldo militar de tecnología amigable con el medio ambiente, como la energía renovable, puede tener el potencial de generar apoyo público para estas tecnologías. Finalmente, ciertas tecnologías de origen militar, como el GPS y los drones han ayudado a científicos ambientales, conservacionistas, ecologistas y ecologistas de la restauración a realizar mejores investigaciones, monitoreo y remediación.

## Guerra y derecho ambiental
Desde un punto de vista legal, la protección ambiental durante tiempos de guerra y actividades militares se aborda parcialmente en el derecho ambiental internacional. También se encuentran otras fuentes en áreas del derecho, como el derecho internacional general, las leyes de la guerra, las leyes de derechos humanos y las leyes locales de cada país afectado. Varios tratados de las Naciones Unidas, incluyendo el Cuarto Convenio de Ginebra, la Convención del Patrimonio Mundial de 1972 y la Convención sobre modificación ambiental de 1977 tienen disposiciones para limitar los impactos ambientales de la guerra.
Esta última es un tratado internacional que prohíbe el uso militar u otro uso hostil de técnicas de modificación ambiental que tengan efectos extensos, duraderos o severos. La Convención prohíbe la guerra climática, que es el uso de técnicas de modificación del clima con el fin de inducir daño o destrucción. Este tratado está en vigor y ha sido ratificado (aceptado como vinculante) por las principales potencias militares.